# Nick Kroll
Nicholas Kroll (Rye, Nueva York; 5 de junio de 1978) es un actor, guionista, productor, actor de voz y comediante estadounidense. Es más conocido por su papel como Rodney Ruxin en la serie de televisión The League y por su propio programa en Comedy Central llamado Kroll Show. Kroll también ha tenido roles secundarios en varias películas de comedia, tales como I Love You, Man; Get Him to the Greek y A Good Old Fashioned Orgy.

## Primeros años
Krolles es el hijo de Lynn Kroll y el fundador de Kroll Inc., Jules B. Kroll, Nick Kroll fue criado como judío en el Condado de Westchester, Nueva York. Estudió en la Escuela Solomon Schechter de Westchester hasta el 8.º año, pero luego fue a la escuela secundaria en la Escuela Rye Country Day. Durante ese tiempo, también estudió brevemente en The Mountain School en Vermont, en donde desarrolló su afición por el excursionismo. Luego de graduarse de Rye Country Day, estudió y se graduó de la Universidad de Georgetown.

## Carrera
Kroll ha contribuido como guionista para el Chappelle's Show de Comedy Central y Human Giant de MTV. Las obras en vivo de Kroll son una combinación de stand-up, sketches y personajes. Es conocido artísticamente por sus personajes:  Bobby Bottleservice, Fabrice Fabrice, y Gil Faizon del Oh, Hello Show, el cual creó junto a su socio guionista John Mulaney. Su trabajo con personajes cómicos es parte importante en Kroll Show. Kroll fue honrado con el premio a la Estrella Revelación del Año de 2013 en el Just For Laughs Comedy Festival en Montreal, Canadá.
Kroll es uno de los coautores del libro Bar Mitzvah Disco.

### Presentaciones en vivo
Kroll hace giras por los Estados Unidos haciendo comedia en vivo y participa frecuentemente de pódcast de comedia y programas de radio. En 2011, Comedy Central transmitió su especial de comedia en vivo Thank You Very Cool.
Ha estudiado y realiza presentaciones regulares en el Upright Citizens Brigade Theater en la ciudad de Nueva York y en Los Ángeles y ha sido copresentador del show de comedia en vivo Welcome to Our Week con Jessi Klein. En noviembre y diciembre de 2008, se unió a la gira de Aziz Ansari llamada Glow in the Dark por los Estados Unidos.
Kroll creó un personaje de stand-up, "Bobby Bottleservice". Ha aparecido en varios videos en línea para el sitio web  Funny or Die, incluyendo los Ed Hardy Boyz y una cinta de audición para el programa de MTV Jersey Shore.

### Televisión
Kroll tiene un rol protagónico como Rodney Ruxin en la serie de comedia de FXX The League. Kroll también creó y es el protagonista de un programa de sketches llamado Kroll Show para Comedy Central que comenzó en enero de 2013. Kroll tiene un papeles recurrentes en Childrens Hospital en Adult Swim y la sitcom de NBC Parks and Recreation.
Anteriormente, Kroll ha coprotagonizado la sitcom de ABC Cavemen, la serie de VH1 Best Week Ever e hizo la voz del personaje Stu en la serie animada de HBO The Life & Times of Tim. Kroll ha tenido presentaciones como invitado en Parks and Recreation, Community, New Girl, y ha aparecido en numerosas series de Comedy Central, tales como Reno 911!, Comedy Death-Ray Radio, John Oliver's New York Stand Up Show y The Benson Interruption, tanto como él mismo como un personaje.
El trabajo de Kroll como actor de voz incluye el rol de Andrew LeGustambos en la serie de comedia animada de Fox Sit Down, Shut Up, un extravagante profesor de teatro bisexual, cuya voz es moldeada para sonar como un "Melquíades moderno", y como Reuben Grinder en la serie de PBS Kids GO! WordGirl.
Kroll fue uno de los cocineros en el Comedy Central Roast de James Franco.

### Películas
Kroll protagonizó A Good Old Fashioned Orgy en 2011. También ha tenido papeles de apoyo en películas de comedia tales como Dinner For Schmucks, Date Night, Get Him to the Greek, Adventures of Power, y I Love You Man.

## Vida personal
En mayo de 2013, Kroll comenzó a salir con la actriz Amy Poehler. Su relación acabó en 2015.
Kroll mantiene una relación con Lily Kwong desde finales de 2018. Viven juntos desde principios de 2020. Se casaron en noviembre de 2020 y anunciaron que iban a ser padres por primera vez. Su hijo, un varón, nació el 21 de enero de 2021.

## Filmografía

### Películas
| Año  | Título                                                                                     | Papel                  | Notas               |
| ---- | ------------------------------------------------------------------------------------------ | ---------------------- | ------------------- |
| 2008 | The Negotiating Table                                                                      | WGA Negotiator         | Corto               |
| 2008 | Adventures of Power                                                                        | Versatio Bakir         |                     |
| 2008 | Lincoln Navigator                                                                          | Abraham Lincoln        | Corto               |
| 2008 | What Blows Up Must Come Down!                                                              | Dr. Fledermaus         | Corto               |
| 2008 | Capers                                                                                     | Ruben                  |                     |
| 2008 | Small Town News                                                                            | Blake                  | Película para la TV |
| 2009 | I Love You, Man                                                                            | Larry                  |                     |
| 2010 | Successful Alcoholics                                                                      | Recepcionista de Hotel | Corto               |
| 2010 | Ed Hardy Boyz: The Case of the Missing Sick Belt Buckle                                    | Bobby Bottleservice    | Corto               |
| 2010 | Date Night                                                                                 | The Maître D           |                     |
| 2010 | Get Him to the Greek                                                                       | Kevin McLean           |                     |
| 2010 | Lez Chat                                                                                   | Tipo decepcionado      | Corto               |
| 2010 | Dinner for Schmucks                                                                        | Josh                   |                     |
| 2010 | Bobby Bottleservice Gets Serious                                                           | Bobby Bottleservice    | Corto               |
| 2010 | Little Fockers                                                                             | Doctor Joven           |                     |
| 2011 | A Good Old Fashioned Orgy                                                                  | Adam Richman           |                     |
| 2011 | Ed Hardy Boyz 2: The Case of When That Hot Filipina Girl Lost Her Tramp Stamp at Mini-Golf | Bobby Bottleservice    | Corto               |
| 2014 | A Better You                                                                               | Artista tartamudo      |                     |
| 2014 | Brother's Keeper                                                                           | Jake                   |                     |
| 2016 | La fiesta de las salchichas                                                                | Douche                 | Voz                 |
| 2016 | Sing                                                                                       | Gunter                 | Voz                 |
| 2017 | Captain Underpants: The First Epic Movie                                                   | Profesor Pipicaca      | Voz                 |
| 2017 | The House                                                                                  | Bob Schaeffer          |                     |
| 2018 | Uncle Drew                                                                                 | Mookie                 |                     |
| 2018 | Operation Finale                                                                           | Rafi Eitan             |                     |
| 2019 | The Secret Life of Pets 2                                                                  | Sergei                 | Voz                 |
| 2019 | The Addams Family                                                                          | Tío Lucas              | Voz                 |
| 2021 | The Addams Family 2                                                                        | Tío Lucas              | Voz                 |
| 2021 | Sing 2                                                                                     | Gunter                 | Voz                 |
| 2024 | Sing 3                                                                                     | Gunter                 | Voz                 |
| 2024 | Red One                                                                                    | Ted                    |                     |

### Televisión
| Año          | Título                                   | Papel                                                                                | Notas                                             |
| ------------ | ---------------------------------------- | ------------------------------------------------------------------------------------ | ------------------------------------------------- |
| 1998         | Upright Citizens Brigade                 | Hombre en el público                                                                 | Episodio: "Saigon Suicide Show"                   |
| 2006         | Late Night with Conan O'Brien            | Varios                                                                               | Episodio: "2269"                                  |
| 2006         | Cheap Seats without Ron Parker           | Todd Lazarov                                                                         | Episodio: "NFL/MLB Arm Wrestling"                 |
| 2007         | Human Giant                              | Fabrice Fabrice, Various, Brolin DiBiasi                                             | 2 Episodios                                       |
| 2007-2010    | Fabrice Fabrice Interviews               | Fabrice Fabrice                                                                      | 4 Episodios                                       |
| 2007-2008    | Cavemen                                  | Nick Hedge                                                                           | 8 Episodios                                       |
| 2008         | Best Week Ever                           | Como él mismo                                                                        | Episodio: "November 14, 2008"                     |
| 2008-2009    | Worst Week                               | Adam                                                                                 | 6 Episodios                                       |
| 2008-2011    | Childrens Hospital                       | Nicky, Dr. Geza                                                                      | 6 Episodios                                       |
| 2008-2012    | The Life & Times of Tim                  | Stu (voz)                                                                            | 30 Episodios                                      |
| 2009         | Reno 911!                                | El Chupacabra                                                                        | 3 Episodios                                       |
| 2009         | Mayne Street                             | Paparazzo                                                                            | Episodio: "There's Ben"                           |
| 2009         | Sit Down, Shut Up                        | Andrew LeGustambos (voz)                                                             | 13 Episodios                                      |
| 2009-2010    | Bobby Bottleservice                      | Bobby Bottleservice                                                                  | 4 Episodios                                       |
| 2009-2010    | WordGirl                                 | Reuben Grinder (voz)                                                                 | 2 Episodios                                       |
| 2009-present | The League                               | Rodney Ruxin                                                                         | Protagonista; también guionista                   |
| 2010         | Pretend Time                             | Director                                                                             | Episodio: "I Just Got Voodoo'd"                   |
| 2010         | Cubed                                    | Como él mismo                                                                        | Episodio: "2.9"                                   |
| 2010         | John Oliver's New York Stand-Up Show     | Como él mismo                                                                        | Episodio: "1.5"                                   |
| 2011         | Community                                | Juergen                                                                              | Episodio: "Foosball and Nocturnal Vigilantism"    |
| 2011         | Portlandia                               | Daniel Prison                                                                        | Episodio: "Baseball"                              |
| 2011         | The Back Room                            | Choice                                                                               | Episodio: "Doug Benson"                           |
| 2011         | Nick Kroll: Thank You Very Cool          | Como él mismo                                                                        | Stand-up Special                                  |
| 2011-2012    | American Dad!                            | Tintorero, estudiante, Andy Dick (voice)                                             | 4 Episodios                                       |
| 2011-2013    | Parks and Recreation                     | The Douche                                                                           | 3 Episodios                                       |
| 2013-present | Kroll Show                               | Varios personajes                                                                    | También cocreador, productor ejecutivo, guionista |
| 2013         | New Girl                                 | Jamie                                                                                | Episodio: "Chicago"                               |
| 2013         | Burning Love                             | Khris                                                                                | 4 Episodios                                       |
| 2013         | The Greatest Event in Television History | Jeremy Bay                                                                           | Episodio: "Hart to Hart"                          |
| 2013         | Comedy Bang! Bang!                       | Fabrice Fabrice, El Chupacabra                                                       | 2 Episodios                                       |
| 2013         | The ArScheerio Paul Show                 | Jean-Claude Van Damme                                                                | Episodio: "Jean-Caude Van Damme"                  |
| 2013         | The Soup                                 | Como él mismo                                                                        | Episodio: "9.55"                                  |
| 2013         | Comedy Central Roast of James Franco     | Cocinero                                                                             | Especial para la TV                               |
| 2013         | Family Guy                               | Ricky (voz)                                                                          | Episodio: "Into Harmony's Way"                    |
| 2015         | Brooklyn Nine-Nine                       | Agente Kendrick                                                                      | Episodio: "Windbreaker City"                      |
| 2015         | Unbreakable Kimmy Schmidt                | Tristafé                                                                             | Episodio: "Kimmy Rides a Bike!"                   |
| 2017         | Big Mouth                                | Nick Birch/Maurice el Monstruo Hormonal/Entrenador Steve/Lola/Lady Liberty/Joe Walsh | Protagónico                                       |
| 2013         | Brody Stevens: Enjoy It!                 | Como él mismo                                                                        | 3 Episodios                                       |